# Amaurobius yushen
Espèce
Amaurobius yushen est une espèce d'araignées aranéomorphes de la famille des Amaurobiidae.

## Distribution
Cette espèce est endémique de Chine. Elle se rencontre à Chongqing et au Hubei.

## Description
Le mâle holotype mesure 11,03 mm et la femelle paratype 13,66 mm.

## Systématique et taxinomie
Cette espèce a été décrite par Kong, Zhang et Wang en 2025.

## Publication originale
- Kong, Mu, Zhu, Lu, Zhang & Wang, 2025 : « Review of the spider genus Amaurobius (Araneae, Amaurobiidae) from China, with description of a new genus. » ZooKeys, vol. 1245, p. 269-287 (texte intégral).